# Syrrhopodon rupestris
Syrrhopodon rupestris är en bladmossart som beskrevs av Mitten 1869. Syrrhopodon rupestris ingår i släktet Syrrhopodon och familjen Calymperaceae. Inga underarter finns listade i Catalogue of Life.